# Notoxus gelidus
Notoxus gelidus är en skalbaggsart som beskrevs av Chandler 1978. Notoxus gelidus ingår i släktet Notoxus och familjen kvickbaggar. Inga underarter finns listade i Catalogue of Life.